# Надежда Бабкина
Надежда Георгијевна Бабкина (рус. Надежда Георгиевна Бабкина; Ахтубинск, 19. март 1950) совјетска и руска је певачица, глумица, телевизијска и радио водитељка, истраживачица народних песама, учитељица и политичка. Народна уметница Руске Федерације (1992), народна уметница Чеченске Републике (2010), народна уметница Републике Ингушетије (2012), лауреат награде Лењинског комсомола (1978).
Оснивач и уметнички руководилац вокалног ансамбла „Руска песма“ (од 1974), уметнички руководилац и директор Државне буџетске установе културе града Москве „Московско државно академско позориште ’Руска песма’“ (од 1994).
Заменик Московске градске думе (2014—2019), члан руске политичке партије Јединствена Русија.